# Lodowiec Zbyszka
Lodowiec Zbyszka (ang. Zbyszek Glacier) - lodowiec na południowych wybrzeżach Wyspy Króla Jerzego, między Wzgórzami Olech na północnym wschodzie a Wzgórzami Tatura na południowym zachodzie. Opada w kierunku południowym ku wybrzeżom Zatoki Trzech Króli. U nasady łączy się z Lodowcem Polonia.
Nazwę nadała polska ekspedycja naukowa latem 1979/1980 r. na cześć geologa Zbigniewa Rubinowskiego.